# 中非共和国总理
中非总理，是中非共和国政府首脑。

## 中非政府首脑
| 中非共和国（自治）                                              |        |                  |                   |          | |
| 总理 （生–卒)                                                   | 照片   | 上任             | 去                | 政党     | 备注 |
| 巴泰勒米·波冈达 （1910–1959）                                   |        | 1958年12月8日[A] | 1959年3月29日[B]  | MESAN    | 黑非洲社会进化运动的创立人乌班基-夏利独立的推动者，命名了中非共和国的国号                                                 |
| 阿贝尔·贡巴 （1926–2009）                                       |        | 1959年3月30日    | 1959年4月30日     | MESAN    | 为代总理，波冈达去世后，和戴维有内部权力之争。                                                                            |
| 戴维·达科 （1930–2003）                                         |        | 1959年5月1日     | 1960年8月13日     | MESAN    | 在高级专员罗歇·巴伯罗、班吉商会和博干达遗孀的支持下，从贡巴手中夺取了权力。                                               |
| 中非共和国（独立）                                              |        |                  |                   |          | |
| 法语：République centrafricaine，桑戈语：Ködörösêse tî Bêafrîka |        |                  |                   |          | |
| 戴维·达科 （1930–2003）                                         |        | 1960年8月13日    | 1960年8月14日[C]  | MESAN    | 独立后成为总统 |
| 职位取消（1960年8月14日–1975年1月1日）                          |        |                  |                   |          | |
| 伊丽莎白·多米蒂恩 （1925–2005）                                 |        | 1975年1月2日[D]  | 1976年4月7日[E]   | MESAN    | 非洲第一位女性总理 |
| 空位（1976年4月8日–1976年9月4日）                               |        |                  |                   |          | |
| 安热-费利克斯·帕塔塞 （1937–2011）                              |        | 1976年9月5日     | 1976年12月3日[F]  | MESAN    | 后为总统（1993–2003） |
| 中非帝国                                                        |        |                  |                   |          | |
| 法语：Empire centrafricain                                      |        |                  |                   |          | |
| 安热-费利克斯·帕塔塞 （1937–2011）                              |        | 1976年12月8日    | 1978年7月14日     | MESAN    | |
| 亨利·马埃杜 （1936–）                                           |        | 1978年7月14日    | 1979年9月21日     | MESAN    | 1979年9月4日写信给法国政府官员，要求他们结束博卡萨的残暴统治。 不到三周后，法国成功执行梭鱼行动，推翻了博卡萨政权。       |
| 中非共和国                                                      |        |                  |                   |          | |
| 法语：République centrafricaine，桑戈语：Ködörösêse tî Bêafrîka |        |                  |                   |          | |
| 亨利·马埃杜 （1936–）                                           |        | 1979年9月21日    | 1979年9月26日[G]  | MESAN    | |
| 伯纳德·阿扬多 （1930–1993）                                     |        | 1979年9月26日    | 1980年8月22日[H]  | MESAN    | 此前曾担任经济部长。 |
| 伯纳德·阿扬多 （1930–1993）                                     | UDC[I] | 1979年9月26日    | 1980年8月22日[H]  |          | 此前曾担任经济部长。 |
| 空位（1980年8月23日–1980年11月11日）                            |        |                  |                   |          | |
| 讓-皮埃爾·勒布德爾 （1944–）                                    |        | 1980年11月12日   | 1981年4月4日      | UDC      | 2003年至2004年担任「Gaombalet」政府经济和财政部长。                                                                       |
| 西蒙·纳西斯·博赞加 （1942–）                                    |        | 1981年4月4日     | 1981年9月1日      | UDC      | 曾任达科政府秘书长兼司法部长。                                                                                            |
| 职位取消（1981年9月2日–1991年3月14日）                          |        |                  |                   |          | |
| 爱德华·弗兰克 （1938–）                                         |        | 1991年3月15日    | 1992年12月4日     | RDC      | 曾任中非共和国最高法院院长。宣布帕塔塞塞赢得1993年总统选举。                                                              |
| 提莫瑟·马伦多马 （1935–2010）                                   |        | 1992年12月4日    | 1993年2月26日[J]  | FC       | 博卡萨政府时期国民经济部长，达科政府时期国务部长。                                                                        |
| 埃诺克·德朗·拉库埃 （1945–）                                    |        | 1993年2月26日    | 1993年10月25日    | PSD      | 1993年和1999年总统选举中的社会民主党候选人。 随后担任中非国家银行（BEAC）国家行政主管。                                   |
| 让-吕克·曼达巴 （1943–2000）                                    |        | 1993年10月25日   | 1995年4月12日[K]  | MLPC     | 科林巴 (Kolingba) 领导下的卫生部长兼MLPC副主席。                                                                          |
| 加布里埃尔·科扬布努 （1947–）                                   |        | 1995年4月12日    | 1996年6月6日      | MLPC     | 在成为总理前是调查员 |
| 让-保罗·恩古潘代 （1948–）                                      |        | 1996年6月6日     | 1997年1月30日     | PUN      | 前任驻法国大使。 |
| 米歇尔·格伯泽拉-布里亚 （1946–）                                |        | 1997年1月30日[L] | 1999年1月4日      | 无党派   | 此前曾担任外交部长。 |
| 阿尼赛·乔治·多洛盖尔 （1957–）                                  |        | 1999年1月4日     | 2001年4月1日[M]   | 无党派   | 贝泽拉-布里亚政府财政和预算部长。                                                                                         |
| 马丁·齐盖尔 （1957–）                                           |        | 2001年4月1日     | 2003年3月15日[N]  | MLPC     | 在2005年总统选举第一轮中获得第二名——时任总统弗朗索瓦·博齐泽，，但在第二轮决选中落败。 2007年6月当选为MLPC主席，任期三年。 |
| 阿贝尔·贡巴 （1926–2009）                                       |        | 2003年3月23日    | 2003年12月11日[O] | FPP      | 1959年波冈达死后，他担任代总理，2003年12月11日—2005年3月15日为副总统                                                      |
| 塞莱斯坦·勒鲁瓦·加翁巴莱 （1942–2017）                          |        | 2003年12月12日   | 2005年6月11日[P]  | 无党派   | 中非联合银行（UBAC）前行长，曾任职于刚果中非国家开发银行，领导摩洛哥-中非人民银行（BMPC）。 随后任国民议会议长。          |
| 埃利·多泰 （1947–）                                             |        | 2005年6月13日    | 2008年1月18日[Q]  | 无党派   | 2006年9月内阁改组成为财政部长，同时保持他的总理职务                                                                       |
| 福斯坦-阿尔尚热·图瓦德拉 （1957–）                              |        | 2008年1月22日    | 2013年1月17日     | 无党派   | 拥有两个数学博士学位，担任班吉大学的副校长直到2004年5月被任命为总理                                                       |
| 尼古拉·蒂昂盖伊 （Nicolas Tiangaye，1956–）                     |        | 2013年1月17日    | 2014年1月10日     | 无党派   | 2003—2005年担任全国过渡委员会（CNT）主席                                                                                  |
| 安德烈·恩扎帕耶凯 （André Nzapayeké，1951–）                    |        | 2014年1月25日    | 2014年8月10日     | 无党籍   | 临时总理；前非洲开发银行秘书长和中非国家开发银行副总裁。                                                                  |
| 穆罕默德·卡蒙 （Mahamat Kamoun，1961－）                        |        | 2014年8月10日    | 2016年4月2日      | 独立人士 | 2014年8月10日被临时总统桑巴-潘扎任命为临时政府新总理。他是该国首位穆斯林总理。                                            |
| 森普利斯·蘇旺吉 （Simplice Sarandji，1955－）                   |        | 2016年4月2日     | 2019年2月27日     | 独立人士 | |
| 菲爾曼·安格巴達 （Firmin Ngrébada，1968－）                     |        | 2019年2月27日    | 2021年6月15日     | 独立人士 | |
| 菲爾曼·安格巴達 （Firmin Ngrébada，1968－）                     | MCU    | 2019年2月27日    | 2021年6月15日     |          | |
| 亨利-馬里·東德拉 （Henri-Marie Dondra，1966－）                 |        | 2021年6月15日    | 2022年2月7日      | 独立人士 | |
| 菲利克斯·莫卢瓦 （Félix Moloua，？－）                          |        | 2022年2月7日     | 现任              | MCU      | |